# De Grey
Pour les articles homonymes, voir Grey.

De Grey, un récit romanesque est un  téléfilm français réalisé par Claude Chabrol, adapté de la nouvelle éponyme de Henry James et diffusé pour la première fois le 20 mars 1976 dans le cadre de la série Nouvelles d'Henry James. Cette série compte également Le Banc de la désolation de Claude Chabrol (le 13 mars 1976), L'Auteur de Beltraffio de Tony Scott (le 27 mars 1976), Les Raisons de Georgina de Volker Schlondorff (le 10 avril 1976) et Un jeune homme rebelle de Paul Seban (le 17 avril 1976).

## Synopsis
New York en 1830 : le récit de la malédiction qui pèse sur la famille aristocratique des de Grey : chaque fois que le fils aîné tombe amoureux, la jeune fille aimée meurt dans les semaines qui suivent.
Une orpheline pâle et fragile est entrée comme demoiselle de compagnie dans la famille de Grey. Bientôt, elle s'éprend de Paul, le fils aîné. Malgré les mises en garde d'un vieux prêtre, la jeune fille, prévenue du risque qu'elle court, veut braver la malédiction.

## Fiche technique
- Titre : De Grey, un récit romanesque
- Réalisateur : Claude Chabrol
- Scénario : Roger Grenier, d’après la nouvelle De Grey: une romance de Henry James
- Musique : Pierre Jansen
- Genre : drame
- Pays  :  France
- Durée : 50 minutes
- Diffusion : 20 mars 1976

## Distribution
- Catherine Jourdan : Margaret Aldis
- Daniel Lecourtois : Le père Herbert
- Yves Lefebvre : Paul de Grey
- Hélène Perdrière : Madame De Grey

## Anecdotes
L'anthologie Nouvelles d'Henry James dans laquelle s'insère De Grey a été produite par l'ORTF en 1973, mais ne fut diffusée qu'en 1976, à la suite des grands changements survenus lors de l'éclatement de l'ORTF.
Au générique de ce film, on trouve un jeune second assistant réalisateur nommé Régis Wargnier qui travaillera également sur l'autre film de l'anthologie Nouvelles d'Henry James réalisé par Chabrol : Le Banc de la désolation, ainsi que sur Un jeune homme rebelle de Paul Seban.

## DVD et Blu-ray
Fin 2012, INA éditions a édité ce film dans sa collection Les inédits fantastiques, en même temps que La Peau de chagrin de Michel Favart d'après Honoré de Balzac et La Métamorphose de Jean-Daniel Verhaeghe d'après Franz Kafka. De Grey prend place dans un coffret Henry James proposant également La Redevance du fantôme de Robert Enrico, Le Tour d'écrou de Raymond Rouleau et Un jeune homme rebelle de Paul Seban.